# Norman Reilly Raine
Norman Reilly Raine (Wilkes-Barre, 23 de junho de 1894 - Los Angeles, 19 de julho de 1971) foi um roteirista estadunidense. Embora ele tenha ganhado um Oscar em 1937 por ter escrito o roteiro do filme The Life of Emile Zola, estrelado por Paul Muni, Raine provavelmente é mais conhecido como o criador de Tugboat Annie, que deu origem a uma série de filmes.
Raine também escreveu os roteiros de outros filmes conhecidos como: O Homem Perfeito, Porque o Diabo Quis, As Aventuras de Robin dos Bosques, A Morte me Persegue, Meu Reino Por um Amor, Regimento Heróico, Esquadrão de Águias, Amazonas dos Ares, Jamais Fomos Vencidos, Beijos Roubados, O Sino de Adano, Capitão Kidd e Corsários das Nuvens.